# 그린 마일 (소설)
그린 마일(The Green Mile)은 미국 작가 스티븐 킹의 1996년 연재소설이다. 설명할 수 없는 치유와 공감 능력을 보여주는 특이한 수감자인 존 코피(John Coffey)를 사형수 감방 감독관인 폴 에지콤(Paul Edgecombe)과 만나는 이야기이다. 연재소설은 원래 6권으로 발매되었다가 단권으로 재출판되었다. 이 책은 마술적 사실주의의 한 예이다. 후속 영화 각색은 비판적이고 상업적인 성공을 거두었다.

## 평가
그린 마일은 1996년 브램스토커상(Bram Stoker Award) 최우수 소설상을 수상했다. 1997년 그린 마일은 영국 판타지상(British Fantasy Award) 및 로커스상 최우수 소설상 후보에 올랐다. 2003년에 이 책은 영국의 "가장 사랑받는 소설"에 대한 BBC의 더 빅 헤드(The Big Read) 여론 조사에 등재되었다.